# ولسکالورو
ولسکالورو (به اسپانیایی: Velascálvaro) یک شهرستان در اسپانیا است که در استان وایادولید واقع شده‌است.

## خصوصیات
ولسکالورو ۲۲ کیلومترمربع مساحت و ۱۸۹ نفر جمعیت دارد.